# Kosciusko

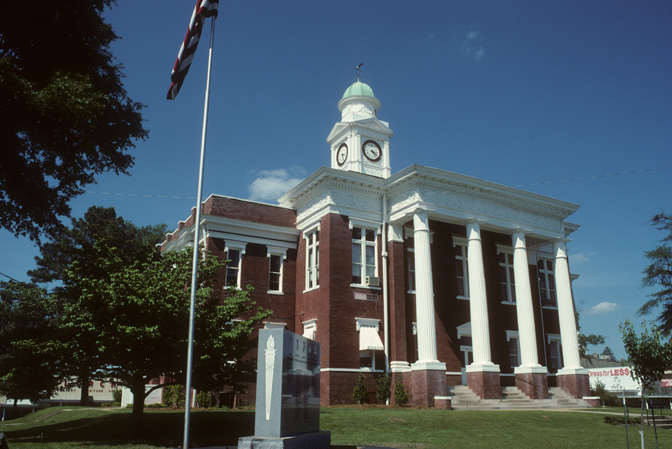
Sąd w hrabstwie Attala

Kosciusko – miasto w hrabstwie Attala (Attala County), w amerykańskim stanie Missisipi. W 2000 miasto miało 7372 mieszkańców. Kosciusko jest siedzibą władz hrabstwa.
Miejscowość znajduje się przy autostradzie Natchez Trace Parkway, na północny wschód od Jackson, stolicy stanu Missisipi. Miasto zostało nazwane na cześć polskiego bohatera rewolucji amerykańskiej Tadeusza Kościuszki. Sama nazwa została zanglicyzowana, pominięto literę „z” z nazwiska generała Kościuszki. Pierwotnie Kosciusko nazywało się Red Bud Springs.
Kosciusko zostało sklasyfikowane na liście 100 najlepszych małych miast w Ameryce, a lokalne szkoły osiągają najwyższe oceny jakości kształcenia w stanie i kraju. W mieście znajduje się Magnola Bible College.

## Geografia
Lokalizacja miasta – 33°3′29″N, 89°35′18″W, wzdłuż Yockanookany River.
Całkowita powierzchnia Kosciusko to 19,6 km² z czego 19,5 km² to tereny lądowe, 0,13% to wody.

## Demografia
W Kosciusko, w 2000 mieszkało w 2885 gospodarstwach domowych i 1906 rodzin łącznie 7372 osób. Gęstość zaludnienia – 162,5 osoby/km².
53,66% mieszkańców było rasy białej, 44,57% – afroamerykańskiej, 0,16% – indiańskiej, 0,46%  azjatyckiej, 0,60% populacji zalicza się do innych ras (0,54% – do dwóch lub więcej). 1,06% mieszkańców Kosciusko wywodzi swoje korzenie z Hiszpanii lub Ameryki Łacińskiej.
Średni przychód roczny gospodarstwa domowego miasta wynosił 21 737 dolarów, rodziny 29 000. Przychód na mieszkańca wynosił 13 478. Ok. 20,9% rodzin i 24,2% całej populacji żyło w okolicach granicy ubóstwa.

## Ludzie związani z miastem
- Oprah Winfrey – celebrytka, gwiazda TV
- Dave Barnes – piosenkarz, autor tekstów
- Mary Comfort Leonard – założycielka Delta Gamma Sorority
- Charlie Musselwhite – muzyk bluesowy
- James Howard Meredith – aktywista na rzecz praw obywatelskich
- Topher Payne – dramaturg, humorysta
- Tha Joker – raper